# 毛利元就 (大河劇)
毛利元就是NHK在1997年製播的大河劇，播出期間是1997年1月5日 - 12月14日。
這是為了紀念毛利元就誕生500周年而製作的連續劇，故事將一般人印象中是謀略家的元就描寫成在家庭方面是頗憨厚的男性。做為一部家庭連續劇，本劇在女性觀眾當中的評價很高。其中，一揆的用語對現代人而言大多會直接聯想到江戶時代的百姓一揆，但在劇中卻有一些以元就為盟主的「國人一揆」場面，於是劇中為了一般觀眾，而把國人一揆改成「國人領主連合」的現代用語。

## 製作人員
- 原作：永井路子（《山霧 毛利元就之妻》）
- 劇本：內館牧子
- 音樂：渡邊俊幸
- 主題曲演奏：NHK交響樂團
- 主題曲指揮：
- 時代考証：岸田裕之、米原正義
- 題字：毛利元就（取自其自筆書狀）
- 旁白：平野啓子
- 導演：松岡孝治等人
- 制作統括：木田幸紀

## 演員

### 毛利家
- 松壽丸→毛利元就（岩淵幸弘→森田剛 →中村橋之助）
- 美伊之方（富田靖子）：元就正室
- 毛利弘元（西鄉輝彥）元就之父
- 祥之方（竹下景子）：元就之母
- 杉之方（松坂慶子）：弘元側室（后为正室），元就的養母
- 相合之方（松原千明）：弘元側室，元綱之母
- 毛利興元（後藤拓也 →蘆田昌太郎 →渡部篤郎）：元就之兄
- 雪之方（一路真輝）：興元之妻
- 相合元綱（伊勢裕樹→石井卓→西島秀俊）：元就的異母弟
- 千代壽丸→毛利隆元（上川隆也）：元就長男
- 松壽丸→吉川元春（松重豐）：元就次男
- 德壽丸→小早川隆景（惠俊彰）：元就三男
- 可愛（高橋由美子）：元就長女，隆家之妻
- 宍戶隆家（加勢大周）：可愛之夫
- 壽之方（大塚寧寧）：隆元之妻
- 美美（仁科扶紀）：元春之妻
- 阿古姬（三船美佳 →藤吉久美子）：隆景之妻
- 妙（宮本信子）：元就的後妻
- 香（秋本奈緒美）：元就的側室
- 小夜（田中廣子）：元就的側室
- 幸鶴丸→毛利輝元（中村國生 →森田剛）：毛利隆元子
- 毛利幸松丸（伊達力哉→深川雄太→北尾亘）：毛利興元子
- 松姬→松之方（安積玲奈 →梓真悠子）：相合之方女
- 鶴壽丸→吉川元資（仁科拓海 →清水伸）：吉川元春子
- 玉姬（松本惠）：宍戶隆家與可愛之女，輝元之妻
- 芳姬（田島穗奈美）：祥之方女
- 藤野（加賀真理子）：美伊之方侍女
- 久（松金米子）：杉之方侍女

### 毛利家臣
- 桂廣澄（草刈正雄）
- 井上元兼（片岡鶴太郎）
- 渡邊勝（榎木孝明）
- 志道廣良（中村梅雀）
- 福原廣俊（笹野高史）：元就之外祖父
- 赤川元保（永島敏行）
- 兒玉就忠（益岡徹）
- 桂元澄（鶴見辰吾）：廣澄之子
- 渡邊通（勝村政信）：勝之子
- 平佐就有（佐藤B作）：
- 熊谷信直（綿引勝彦）：
- 井上春忠（生瀨勝久）：
- 椋梨景勝（舟木一夫）：小早川家家臣
- 堀立直正（原田芳雄）：商人
- 和智誠春（三田光雄）
- 國司元相（坂本明）

### 大内家
- 大內義興（細川俊之）：大内家當主
- 綾之方（東智鶴）：義興之妻
- 龜童丸→大內義隆（大地泰仁 →風間徹）：義興之子
- 內藤興盛（小野寺昭）：大內家家臣
- 陶興房（夏八木勳）：大內家家臣
- 陶晴賢（隆房）（陣內孝則）：興房之子。大內家家臣
- 貞子（佐藤惠利）：義隆之妻
- 彩（初瀨薰）：義隆側室
- 龜童丸（中原和宏→蓮池貴人）：義隆之子
- 大內義長（三井智英）：義隆養子，大友義鑑子

### 尼子家
- 尼子經久（緒形拳）：尼子家當主※原本預定由萬屋錦之介出演，但萬屋因生病而辭演，改由緒形代演。
- 萩之方（高畑淳子）：經久之妻
- 尼子晴久（高島政宏）：經久之孫
- 滿（岩崎廣美）：晴久之妻
- 尼子國久（清水綋治）：一門眾（新宮黨）
- 尼子義久（中村獅童 (2代目)）：一門眾（新宮黨）
- 鹽冶興久（鈴木久太郎）：經久之子

#### 尼子家臣
- 山中鹿介（山田純大）
- 宇山久兼（磯部勉）
- 龜井秀綱（河原佐武）
- 本城常長（武岡淳一）
- 立原幸隆（門田俊）
- 河副久信（上杉祥三）

### 其他
- 野田次郎（山崎裕太 →的場浩司）：架空人物，村上水軍
- 加芽（葉月里緒菜）：架空人物，村上虎吉養女
- 村上虎吉（藤原喜明）：架空人物，村上水軍統領
- 吉川興經（京本政樹）：元春的養父
- 武田元繁（宍戸開）：
- 宍戸元源（石田太郎）：隆家之父
- 小三太（奈佐健臣）：原本是吉川家忍者，後為元就手下
- 多美（平野啟子）：小三太在陰間娶的太太
- 夏（松本惠）：元就的初戀情人
- 足利義稙（田口智郎）：室町幕府第十代將軍
- 熊谷元直（石川登星）
- 小早川繁平（高橋讓）
- 品川狼之介（林邦史朗）
- 細川隆是（久富惟晴）
- 榮秀（大瀧秀治）
- 異雪和尚（柳谷寬）